# متحف البتراء القديم
متحف البتراء القديم أحد المتاحف الأثرية في مدينة البتراء في الأردن. يقع  داخل الصخر الطبيعي ضمن أحد الكهوف النبطية في البترا.

## الوصف
تأسس المتحف عام 1963، ويتألف من قاعة رئيسية وحجرتين جانبيتين، ويحتوي من الداخل على سبع خزائن تشتمل على مجموعة من الموجودات الأثرية التي تعود إلى الفترات الأدومية والنبطية والرومانية والبيزنطية، التي اكتشفت في مدينة البترا من قبل البعثات الأجنبية والحفريات التي قامت بها دائرة الآثار العامة.
يحتوي المتحف من الداخل على سبع خزائن تشتمل على مجموعة من الموجودات الأثرية التي تعود إلى الفترات النبطية والرومانية والبيزنطية، التي اكتشفت في مدينة البتراء من قبل البعثات الأجنبية والحفريات التي قامت بها دائرة الآثار العامة. وقد خصص هذا المتحف لعرض الزخارف المعمارية والمنحوتات الحجرية. وتقوم دائرة الآثار حاليا بإعادة تنظيم معروضات هذا المتحف بعد افتتاح متحف البتراء النبطي.